# Čujića Krčevina
Čujića Krčevina is een plaats in de gemeente Plitvička Jezera in de Kroatische provincie Lika-Senj. De plaats telt 2 inwoners (2001).